# Luuk Breedijk
Luuk Johannes Christianus Breedijk (Locarno, 2004. február 20. –) svájci korosztályos válogatott labdarúgó, a Luzern csatárja.

## Pályafutása

### Klubcsapatokban
Breedijk a svájci Locarno városában született. Az ifjúsági pályafutását a Küssnacht csapatában kezdte, majd a Luzern akadémiájánál folytatta.
2023-ban mutatkozott be a Luzern első osztályban szereplő felnőtt keretében. Először 2023. április 23-án, a Basel ellen idegenben 2–0-ás győzelemmel zárult bajnoki 86. percében, Pascal Schürpf cseréjeként lépett pályára, majd három perccel később megszerezte első gólját is a klub színeiben.

### A válogatottban
Breedijk az U15-ös, az U18-as és az U19-es korosztályú válogatottakban is képviselte Svájcot.

## Statisztika
2023. április 30. szerint.
| Klub     | Szezon   | Bajnokság          | Bajnokság | Bajnokság | Kupa  | Kupa  | Nemzetközi | Nemzetközi | Összesen | Összesen |
| Klub     | Szezon   | Bajnokság          | Mérk.     | Gólok     | Mérk. | Gólok | Mérk.      | Gólok      | Mérk.    | Gólok    |
| -------- | -------- | ------------------ | --------- | --------- | ----- | ----- | ---------- | ---------- | -------- | -------- |
| Luzern   | 2022–23  | Swiss Super League | 3         | 1         | 0     | 0     | ―          | ―          | 3        | 1        |
| Összesen | Összesen | Összesen           | 3         | 1         | 0     | 0     | 0          | 0          | 3        | 1        |